# Informis Infinitas Inhumanitas
Albums de Origin
Origin
(2000) Echoes of Decimation
(2005)
Informis Infinitas Inhumanitas est le second album studio du groupe de brutal death metal technique américain Origin. Il est sorti le  11 juin 2002.

## Composition du groupe
- James Lee - chant
- Paul Ryan - guitare, chant
- Jeremy Turner - guitare, chant
- Mike Flores - basse
- John Longstreth - batterie

## Liste des morceaux
| 1.    | Larvae Of The Lie     | 3:03 |
| 2.    | Inhuman               | 2:38 |
| 3.    | Awaken The Suffering  | 3:07 |
| 4.    | Perversion Of Hate    | 2:53 |
| 5.    | Portal                | 3:17 |
| 6.    | Meat For The Beast    | 3:06 |
| 7.    | Mental Torment        | 2:58 |
| 8.    | Insurrection          | 4:24 |
| 9.    | Implosion Of Eternity | 3:06 |
| 28:32 |                       |      |